# C-602
C-602(중국어: 鹰击62反舰导弹)은 중국이 개발한 대함 미사일이며 대지 공격 능력도 있다. YJ-62 미사일이라고도 불린다. YJ는 Ying Ji (鹰击)의 약자이다. 2006년 말, 제6회 주하이 에어쇼에서 일반에 공개되었다. 052C형 구축함에 장착했다. 외형상으로는 토마호크 미사일과 유사하다.
모노 펄스 주파수 액티브 레이다 시커를 탑재했다. 최대 탐지거리 40 km 이상이며, 최대 락온 거리는 30 km이다. 수출용에는 GPS를, 내수용에는 GLONASS를 사용한다.
수상함에 대한 최종 공격시에는 비행고도가 7 m로 낮아진다.
내수용은 사거리가 300 km를 넘는다. 수출용은 280 km 이상으로 축소되어 국제법상 미사일 거래 규제에 만족하고 있다. 그러나 2009년 현재 수출된 것은 알려진 바 없다.

## 같이 보기
- 토마호크 미사일
- 천룡 순항 미사일 - 한국형 토마호크
- C-601 미사일 - 실크웜 미사일 계열이다.
- C-603 미사일 - 실크웜 미사일 계열이다.